# Piedras Amarillas
Piedras Amarillas är en ort i Honduras.   Den ligger i departementet Atlántida, i den centrala delen av landet, 190 km norr om huvudstaden Tegucigalpa. Piedras Amarillas ligger 373 meter över havet och antalet invånare är 999.
Terrängen runt Piedras Amarillas är varierad, och sluttar österut. Runt Piedras Amarillas är det ganska glesbefolkat, med 38 invånare per kvadratkilometer. Närmaste större samhälle är Jutiapa, 10,7 km nordost om Piedras Amarillas. Omgivningarna runt Piedras Amarillas är en mosaik av jordbruksmark och naturlig växtlighet.